# Hennessey Venom F5
El Hennessey Venom F5 es un automóvil superdeportivo cupé biplaza, con motor central-trasero montado longitudinalmente y de tracción trasera, desarrollado y producido por el fabricante estadounidense Hennessey Special Vehicles a partir de 2021.
El primer modelo de producción fue presentado el 15 de diciembre de 2020 en la propia fábrica y sede de la compañía, cuyas actualizaciones de progreso han sido pocas y distantes desde su anuncio en 2017.

## Nomenclatura
Los tornados son una fuerza devastadora dentro de la naturaleza cuya potencia se mide con la escala Fujita, donde los que registran las velocidades más altas de hasta 512 km/h (318 mph) se denominan F5, de ahí el nombre que, según la marca norteamericana, es el auto de producción más rápido del mundo con una velocidad máxima que supera los 480 km/h (298 mph).

## Diseño

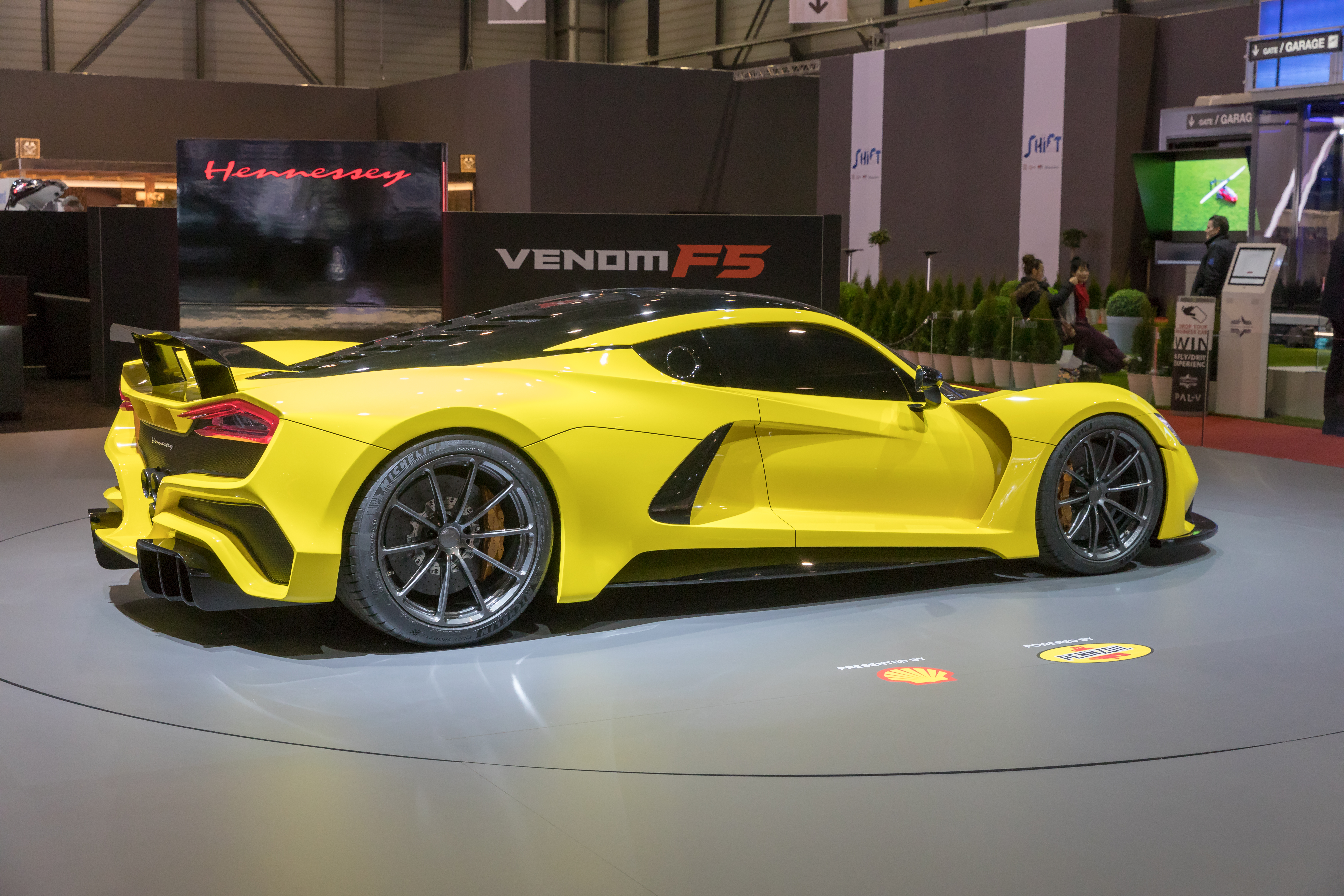
Vista lateral derecha.

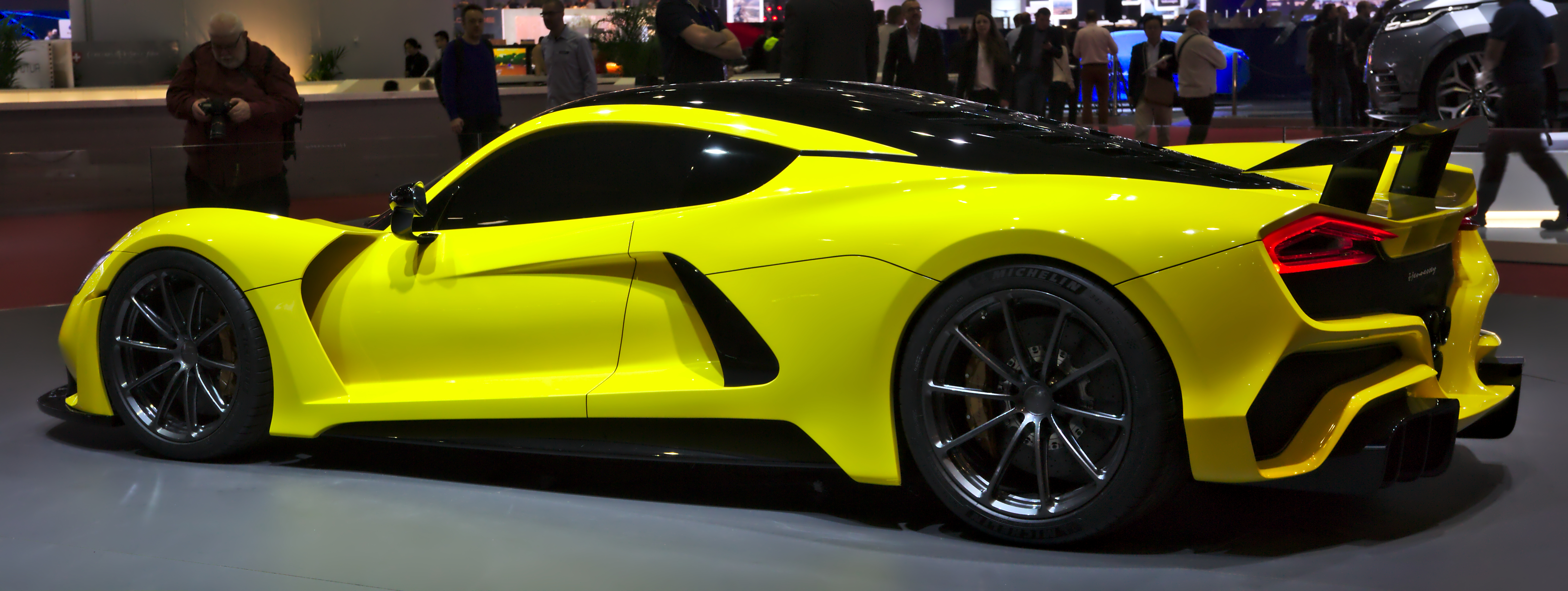
Vista lateral trasera.

Ha sido creado desde cero para ser el más rápido del mundo y que para lograr esto, los ingenieros tuvieron que crear una carrocería de fibra de carbono completamente nueva junto a un nuevo chasis. También ha sido diseñado para conmemorar el 30 aniversario de la compañía como el sucesor del Venom original que, a diferencia de este último, no está basado en ningún otro. 
Su estructura está construida alrededor de una tina de chasis monocasco en fibra de carbono que solamente pesa 86 kg (190 libras), fabricada por Delta Motorsport en Silverstone, Inglaterra, con paneles de la carrocería también en fibra de carbono atornillados sobre los bastidores secundarios delantero y trasero, ayudando a alcanzar en la báscula los 1360 kg (2998 libras).
En cuanto a la aerodinámica, se ha trabajado con detalle, contando con un separador (splitter) delantero que sobresale de manera prominente, un cofre ventilado, grandes entradas de aire laterales, fondo plano y una parte trasera muy al estilo McLaren con ventilación y cuatro tubos de escape de acero inoxidable, colocados en posición central a la altura de los faros.
Entre algunas de sus características, destacan unos rines de aluminio forjado de 19 pulgadas (48,3 cm) o 20 pulgadas (50,8 cm), puertas de apertura de mariposa o paneles en fibra de carbono.
Muestra algunos cambios en el exterior sobre el concepto mostrado en el Salón del Automóvil de Ginebra de 2018 y además exhibe una “aerodinámica mejorada” e interiores inspirados en elementos aeroespaciales.
Hennessey realizó una prueba de velocidad máxima verificada independientemente en el Centro espacial John F. Kennedy de la NASA, donde utilizó una pista de aterrizaje de 5,2 km (3,2 millas) de largo, originalmente diseñada para el transbordador espacial.

## Interior
En cuanto al habitáculo interior, se presenta con un aspecto todavía más "racing", con un volante particular en fibra de carbono. Cuenta con cinco modos de conducción distintos: Sport, Track (pista), Drag (aceleración), Wet (mojado) y F5. Los cuatro primeros responden por sí solos con sus nombres, mientras que el F5 desbloqueará el máximo de potencia y par disponibles.
Da una sensación de una mezcla entre un automóvil de carreras con uno de uso diario, ya que presenta elementos como sistema de infoentretenimiento con una pantalla central Alpine de 9 pulgadas (22,9 cm) o aire acondicionado con otra pantalla digital más pequeña de 1,3 pulgadas (3,3 cm). También tiene cuero y fibra de carbono, con un volante repleto de botones y ruletas que recuerdan a los de un Fórmula 1 y panel de instrumentos digital de 7 pulgadas (17,8 cm). En el tablero minimalista, incorpora Bluetooth, manos libres, navegador compatible con Apple CarPlay y Android Auto.
Los asientos tipo bucket son fabricados en fibra de carbono con recubrimiento en cuero. Los pedales son de aluminio cepillado y la consola central también en fibra de carbono, con los botones para seleccionar las velocidades; y dos pequeñas ranuras en las que se pueden meter dos teléfonos celulares.
Como pequeño detalle y homenaje presenta algunas banderas, teniendo en los asientos y en la puerta del copiloto la bandera de Texas y en la puerta del piloto la de Estados Unidos.

## Especificaciones

### Motor
Utiliza un motor V8 a 90° de 400 pulgadas cúbicas (6,6 litros) hecho a mano y conocido como The Fury o "la furia", con lo que pretende convertirse así en el motor de producción para un coche de calle más potente jamás creado, desarrollando 1817 HP (1842 CV; 1355 kW) a las 8000 rpm y un par máximo de 1617 N·m (1193 lb·pie) a las 5000 rpm. Está basado en la arquitectura V8 clásica estadounidense, que utiliza una combinación de componentes ligeros y de alta tecnología, como cigüeñal, pistones, bielas y bloque del motor personalizado, que se combinan con un par de turbocompresores gemelos con carcasas de compresor de titanio impresas en 3D. También incorpora un diseño único de Múltiple de admisión, que coloca el intercooler entre este (plenum) y las cabezas de cilindro. Este diseño permite que las temperaturas del aire de entrada proveniente de los turbos, se reduzcan en gran medida antes de que el aire de carga ingrese a la cámara de combustión. Esto da como resultado una mayor densidad de aire y una mayor eficiencia energética. Integra también un sistema de lubricación por cárter seco de múltiples etapas.

### Transmisión
El motor está acoplado a una transmisión semiautomática de siete velocidades con un embrague de 240 mm (9,4 pulgadas) de diámetro y paletas de cambio detrás del volante con funcionalidad completamente automática o manual; y un diferencial CIMA que envía toda la potencia al eje posterior, siendo capaz de acelerar de 0 a 100 km/h (0 a 62 mph) en menos de 3 segundos, de 0 a 200 km/h (0 a 124 mph) en menos de 5 segundos y de 0 a 300 km/h (0 a 186 mph) en menos de 10 segundos.
| Distribución           | Un (OHV) árbol de levas en el bloque y 2 válvulas por cilindro a la cabeza (16 en total), con varilla de empuje tipo pushrod y balancín                                                    |
| Materiales del motor   | Bloque de hierro y cabezas de aluminio |
| Válvulas               | De admisión de titanio inclinadas; y de escape con dobles resortes de Inconel y bielas de acero forjado                                                                                    |
| Diámetro x carrera     | 4,125 x 3,75 pulgadas (104,8 x 95,3 mm) |
| Alimentación           | Biturbo con rodamiento de bolas de precisión y ruedas de compresor de aluminio "billet" de 76 mm (3 pulgadas)                                                                              |
| Relación de compresión | 10.0:1 |
| Línea roja             | 8200 rpm o 8500 rpm en modo F5 |
| Sistema de lubricación | Cárter seco |
| Peso del motor         | 280 kg (617 libras) |
| Asistencias            | Control de tracción con control de estabilidad limitado (ESP), limitador de potencia del motor dependiendo de la tracción de las ruedas traseras y control de lanzamiento (Launch control) |
| Aceleración:           | |
| 0 a 200 km/h (124 mph) | 4.7 segundos |
| 0 a 300 km/h (186 mph) | 8.4 segundos |
| 0 a 400 km/h (249 mph) | 15.5 segundos |

| 1.ª   | 2.ª   | 3.ª   | 4.ª   | 5.ª   | 6.ª   | 7.ª   | Reversa | Final |
| ----- | ----- | ----- | ----- | ----- | ----- | ----- | ------- | ----- |
| 3.133 | 2.100 | 1.520 | 1.172 | 0.941 | 0.784 | 0.675 | 2.875   | 3.167 |

### Frenos
Está equipado con frenos de disco ventilados carbono-cerámicos de 390 x 34 mm (15,4 x 1,3 pulgadas) de diámetro, con pinzas (calipers) AP Racing de seis pistones hechos a la medida en la parte delantera; mientras que en la trasera son también de 390 x 34 mm (15,4 x 1,3 pulgadas) de diámetro con calipers de cuatro pistones.

## Producción
Su precio sería de poco más de US$2 100 000 o 1 600 000 €, aproximadamente. La marca ha dicho que solamente se fabricaría una edición limitada de 24 unidades, de las cuales 12 serían para el mercado estadounidense y las otras 12 para el internacional, lo que le ayudará a aumentar su valor en el futuro cercano y cuyas primeras entregas están previstas para 2021.